# 相生市立双叶中学校
相生市立双叶中学校（日语：相生市立双葉中学校）是日本相生市双叶地区的市立中学校。双叶小学校、中央小学校儿童的升学学校，简称双中，普通学級13、特別支援学級2，合计15学級，415名学生。

## 沿革
1954年，相生市立双叶中学校开设。
1957年，校歌制定。（作词小野十三郎、作曲川澄健一）。
1992年，关岛中学生、高校生来校。
1994年，学生头发规定必须“见直”。
2001年，学校心理学配置入校。
2008年度（平成20年度），生徒会规约改正、评议委员会名称改正。生徒会事务局改称委員会。
2009年度（平成21年度），制度实行。

## 荣誉
文部省指定道德教育推进校。